# 1382 Gerti
1382 Gerti este un asteroid din centura principală, descoperit pe 21 ianuarie 1925, de Karl Reinmuth.